# Changkya Rölpe Dorje

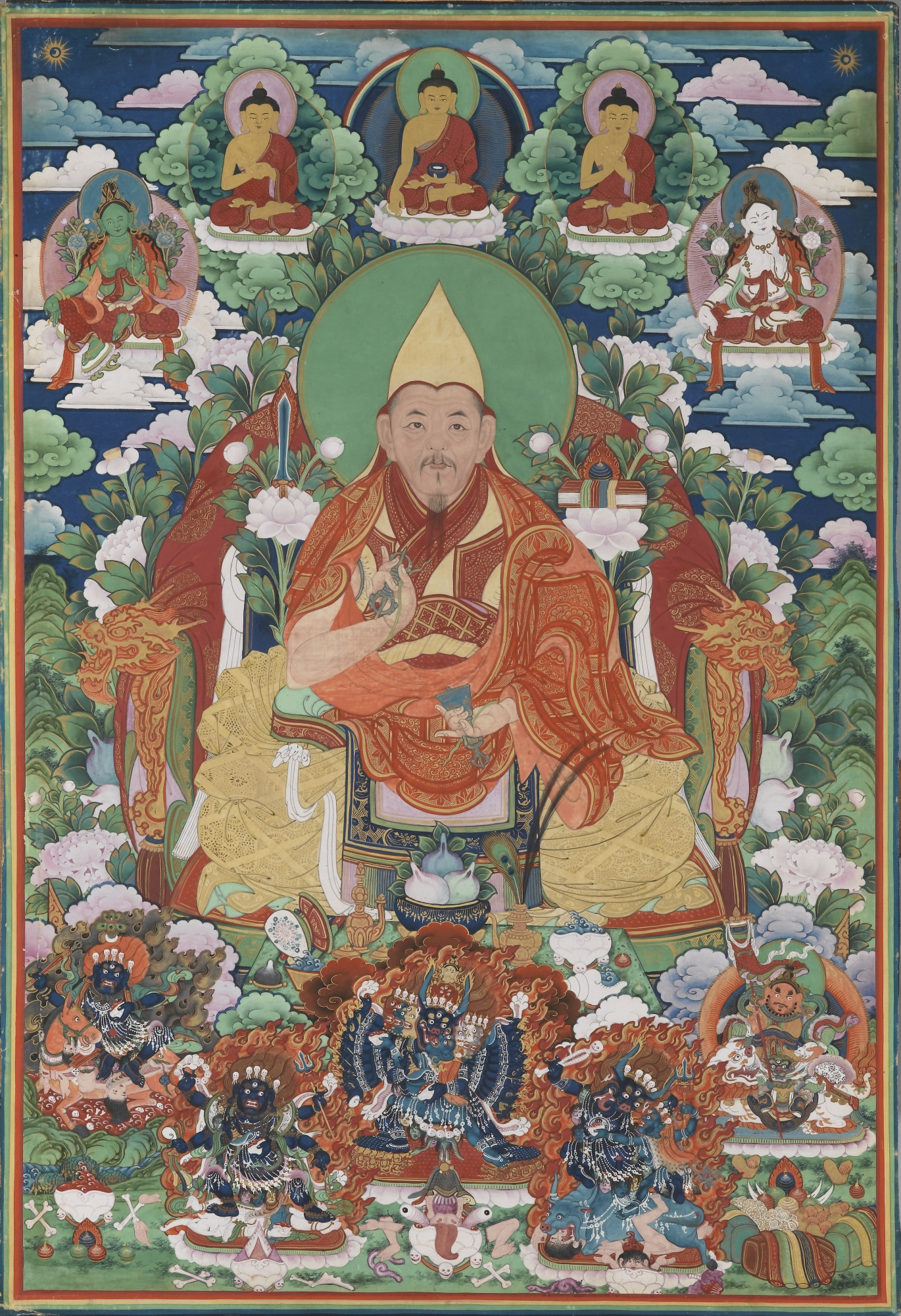
Thangka met de afbeelding van Rölpe Dorje

Binnen-Mongolië als onderdeel van de Volksrepubliek China

 Changkya Rölpe Dorje (1717-1786) was de derde Changkya Koetoektoe, de hoogste boeddhistische geestelijke in het gebied dat nu de huidige Chinese provincie Binnen-Mongolië is. De term  Koetoektoe is een eretitel voor - meestal - Mongoolse tulkus. Tijdens zijn leven was Rölpe Dorje de belangrijkste adviseur van de Chinese keizer Qianlong (1711-1799) inzake Tibetaanse en Mongoolse aangelegenheden.

## Achtergrond
Na de dood van Ligdan Khan, de laatste keizer van de Noordelijke Yuan-dynastie, in 1634 was het gebied van Binnen- Mongolië bij het rijk van de Mantsjoes gevoegd. Vanaf hun verovering in 1644 van China maakte het gebied deel uit van het Chinese rijk. De Mantsjoes, (de Qing-dynastie), hechtten grote waarde aan het verder bevorderen van het boeddhisme onder de Mongolen. Dat werd een belangrijk instrument geacht in de verdere pacificatie van de diverse stammen.
In 1639 hadden de - toen nog onafhankelijke - noordelijker wonende Khalkha-Mongolen Zanabazar (1635-1723) en de latere eerste  Jebtsundamba Koetoektoe benoemd tot hun geestelijk leider. In 1691 onderwerpen de Khalka-Mongolen zich echter onder de leiding van Zanabazar aan de Qing-keizer Kangxi, (1654-1722).
Kangxi besloot nu ook voor de Mongolen in Binnen- Mongolië een soortgelijk instituut als de jebtsundamba te creëren. Dat werd de lijn van de Changkya Koetoektoe. Het is daarmee de enige tulkulijn binnen het Tibetaans-Mongoolse boeddhisme die door de Mantsjoes zelf werd gecreëerd.

## Situatie in Centraal-Tibet en Amdo

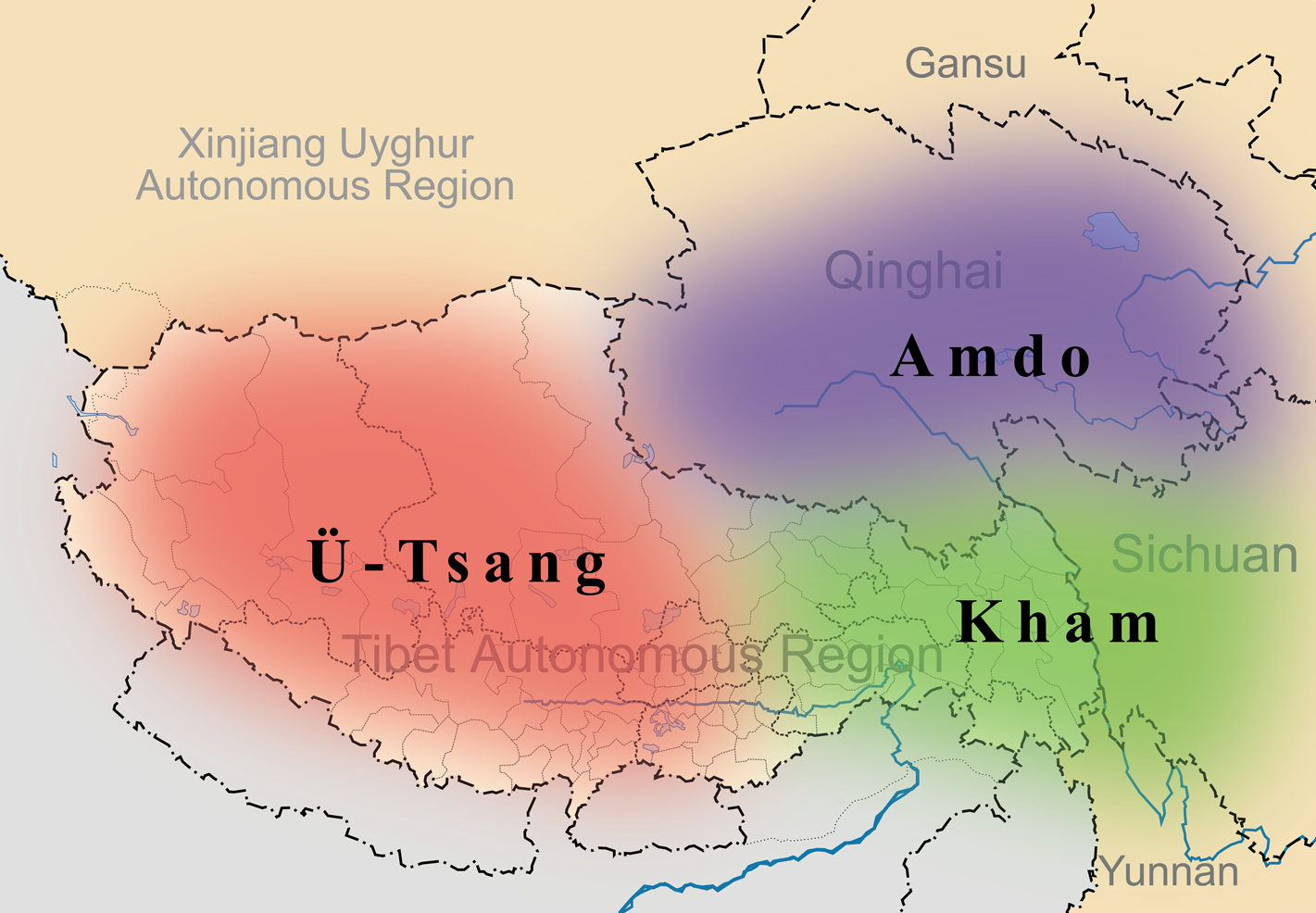
Centraal-Tibet(U-Tsang),Amdo en Kham

In de eerste decennia van de 18e eeuw was Tibet een slagveld geworden voor onderlinge twisten tussen een aantal stammen van de Oirat-Mongolen. In 1720 besloot de Chinese keizer Kangxi (1654-1722 in te grijpen en een Chinees leger verdreef de Dzjoengaren uit Tibet. Direct daarna kon Kälsang Gyatso als de zevende dalai lama geïnstalleerd worden. Met deze gebeurtenissen ving ook de periode van het Chinese protectoraat over Tibet aan.
Als gevolg daarvan werd het gebied van Amdo politiek en administratief onderdeel gemaakt van de toenmalige Chinese provincie Gansu. In het gebied en met name in de regio Kokonor waren al vanaf de tijd van Dzjenghis Khan een aantal Mongoolse prinsdommen aanwezig. Die kwamen in 1723 in opstand tegen het nieuwe regime van de Mantsjoes. De nieuwe keizer Yongzheng (1678-1735) besloot tot een aantal represaillemaatregelen en daarbij werden een aantal kloosters, die met de rebellen zouden hebben samengewerkt vernietigd.
Een van die kloosters was Gönlung, waarvan Ngawang Losang Chöden (1642-1714), voor zijn benoeming tot de tweede Changkya Koetoektoe de belangrijkste tulku was. Het klooster richtte zich vooral op de Mongools sprekende Tu in het gebied. In het klooster is in 1723 Rölpe Dorje als driejarige tulku en als reïncarnatie van Ngawang Losang Chöden aanwezig. Hij was geboren in een getibetaniseerde Mongoolse familie. Rölpe Dorje werd door monniken van het klooster weggevoerd en verborgen gehouden in de wildernis. De Chinese generaal kreeg het bevel alles te doen Rölpe Dorje te vinden en hem naar Peking te brengen. Aan het hof ontving hij zijn training en opvoeding en had daarbij frequent contact met de iets jongere Prins Honli, de latere keizer Qianlong. Rölpe Dorje was een briljante leerling. Hij beheerste Tibetaans, Mongools, Chinees en Mantsjoe in woord en geschrift.

## Eerste stappen in zijn carrière

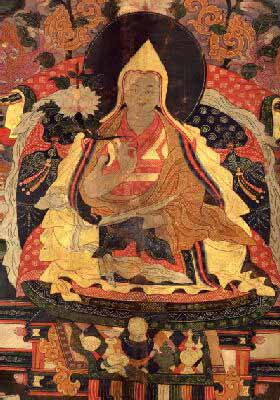
Kälsang Gyatso

De eerste jaren van het Chinese protectoraat over Tibet kenmerkte zich door grote onderlinge spanningen binnen de Tibetaanse oligarchie. Daarbij werd een rol gespeeld door Sönam Dargye, de vader van de zevende dalai lama. De belangrijkste minister Kanchenne werd in 1727 vermoord als gevolg van een poging tot staatsgreep door de overige ministers. Hierop volgde een bloedige burgeroorlog om de macht in Tibet van 1727 tot 1728. De enige minister die niet rechtstreeks bij de poging was betrokken, Pholhanas, (1689-1747) wist echter een leger op de been te brengen en nog voor een nieuw Chinees leger in Lhasa arriveerde de samenzweerders uit te schakelen. Met Chinese steun werd Pholhanas vervolgens de feitelijk heerser over Tibet.
Het doel van Pholhanas was om na opnieuw ruim 25 jaar van voortdurende burgeroorlog en militaire inmenging van buitenaf Tibet een langere periode van rust en stabiliteit te geven. Met steun van de Chinese keizer Yongzheng verbande hij eerst de vader van de zevende dalai lama die hij als een potentiële onruststoker zag. Daarna dwong hij Kälsang Gyatso zelf tot een retraiteperiode van zeven jaar in Garten bij Litang.
In 1735 komen Yongzheng en Pholhanas echter tot de conclusie, dat de juiste omstandigheden aanwezig waren om de dalai lama terug te laten keren. Een keizerlijke entourage van 500 personen begeleidde de dalai lama tijdens zijn reis van Garten naar Lhasa. De leider van deze delegatie is de dan achttienjarige Rölpe Dorje. Hij verbleef twee jaar in Tibet. Hij vervolgde zijn studies bij de dalai lama en werd een belangrijke vertrouweling van hem. Na zijn dood zou Rölpe Dorje ook de belangrijkste biografie over Kälsang Gyatso schrijven.
In die periode reisde Rölpe Dorje ook naar het klooster Tashilhunpo in Shigatse, waar hij van Lobsang Yeshe (1663-1737), de vijfde pänchen lama, de complete monnikswijding ontvangt. Hij ontving daar het bericht van het overlijden van de keizer Yongzheng en moest terugkeren naar Peking.

## Verdere carrière
Pholhanas overleed in 1747 en zijn zoon Gyurme Namgyal (overleden in 1750) werd de nieuwe regent in Tibet. Onbesuisd optreden van hem bracht hem in conflict met de Chinese ambans en als gevolg daarvan ontstond er in 1750 een kortdurende opstand in Lhasa. Hoewel de opstand door overige leden van de regering van Tibet snel werd onderdrukt, arriveerde er enige tijd later weer een Chinees leger.
De keizer Qianlong was buitengewoon kwaad, dat hij de kosten voor deze militaire interventie opnieuw moest maken. De keizer formuleerde het plan om Centraal-Tibet onder direct en rechtstreeks bestuur van de Mantsjoes te plaatsen en van Lhasa een stad in Chinese stijl te maken. Dat zou de positie van Centraal-Tibet veranderen van een protectoraat in een kolonie.
Rölpe Dorje was de belangrijkste tegenstander van dit voornemen aan het hof. Uitvoering van het voornemen zou in zijn ogen een ondermijning van het Tibetaans boeddhisme betekenen. Op basis van de vriendschapsrelatie tijdens hun jeugd kreeg hij de mogelijkheid een alternatief te formuleren, dat uiteindelijk door Qianlong werd geaccepteerd. Op basis van dat alternatief werd besloten dat voortaan de dalai lama het hoofd van de Tibetaanse regering zou zijn, ondersteund door een kabinet van Tibetaanse ministers (de kashag) onder een vorm van supervisie door twee Chinese ambans. Dit is de situatie die tot 1911 heeft gefunctioneerd.

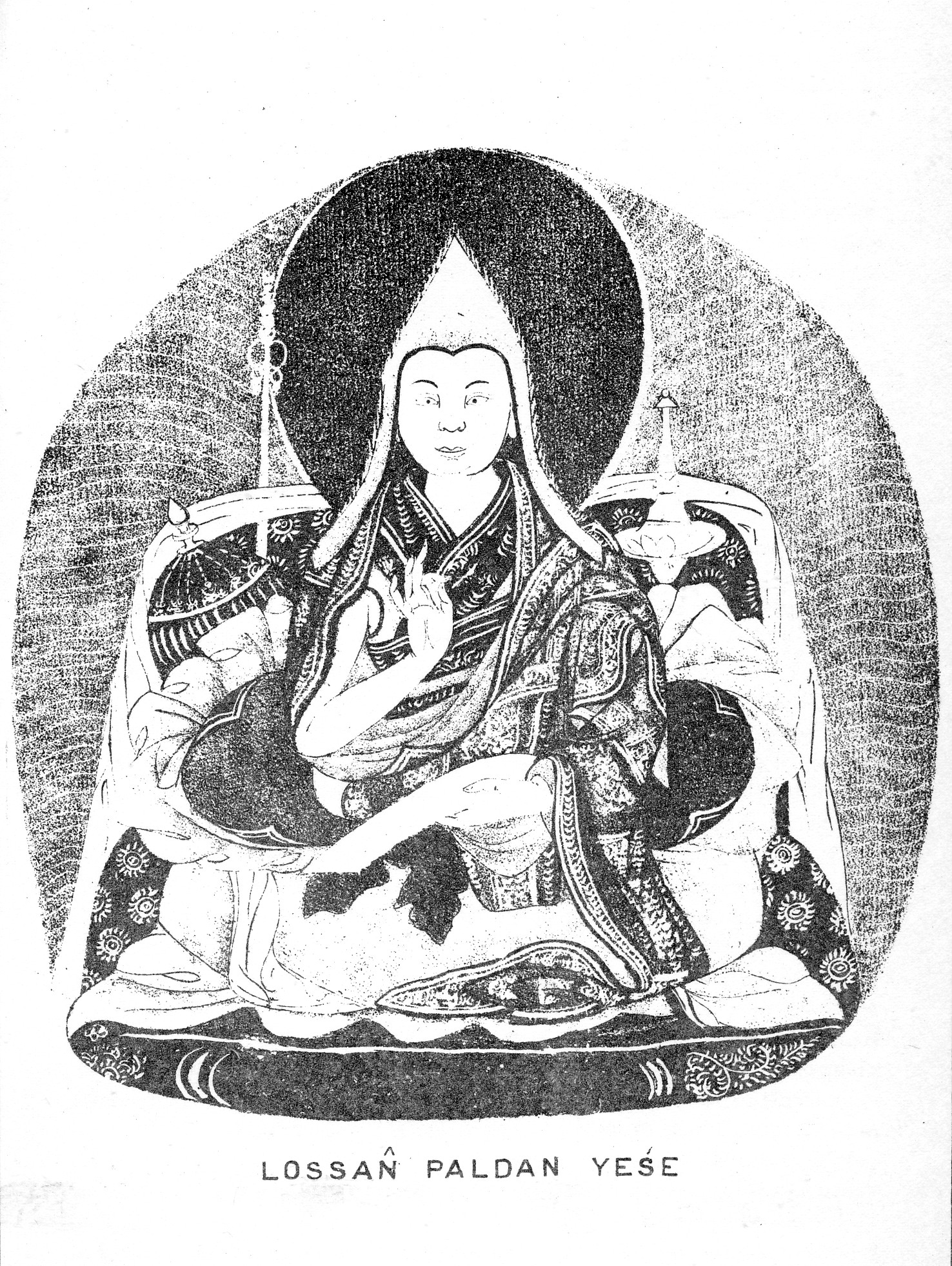
Lobsang Palden Yeshe

In 1757 overleed Kälsang Gyatso. Rölpe Dorje is namens de keizer aanwezig bij de begrafenisplechtigheden. Hij bleef daarna nog geruime tijd in Tibet om aanwezig te zijn ten behoeve van de selectie van de achtste dalai lama. Er waren drie kandidaten, waarvan iedere familieclan onder de abten van de colleges van de grote kloosters van de gelug rondom Lhasa zijn eigen kamp had. Rölpe Dorje ondersteunde de voorkeur van de jonge zesde panchen lama Lobsang Pälden Yeshe (1738-1780) voor een kandidaat uit zijn eigen regio Tsang. Die kandidaat werd het uiteindelijk onder de naam Jampäl Gyatso (1758-1804).
In die tijd bouwden Rölpe Dorje en de panchen lama een grote vertrouwensband met elkaar op. Ook na deze periode hierna blijven de twee zo nauw mogelijk contact met elkaar onderhouden. In de decennia daarna werd het instituut panchen lama aanzienlijk invloedrijker dan de dalai lama. Gedurende zijn periode werd de pänchen lama de feitelijk heerser over ruim een derde deel van Centraal-Tibet.
Het was dan ook de panchen lama, die in 1778 werd uitgenodigd voor de zeventigste verjaardag van Qianlong. Met een zeer uitgebreid gevolg reisde hij naar Peking, waar hij in 1780 aankwam. De architect achter de uitnodiging was Rölpe Dorje. Hij had ook de panchen lama op het laatste deel van zijn reis begeleid. In Peking voerden de beiden uitvoerige gesprekken over vooral theologische zaken. Tijdens zijn verblijf in Peking overleed de panchen lama aan de pokken.
De formele residentie van Rölpe Dorje was in Dolon Nor, het huidige Duolun. Hij verbleef echter de meeste tijd aan het hof in Peking of in het zomerverblijf van de keizer in Chengde. Dat was overigens gebruikelijk voor Mongoolse incarnaties, met name voor die uit Binnen-Mongolië. Vanaf begin 19e eeuw verbleven er 19 Mongoolse reïncarnaties permanent in Peking, die daar theologische en kerkelijke werkzaamheden uitvoerden.
Hij vergezelde Qianlong op een aantal van zijn reizen en ook op zijn pelgrimages naar de Wutai Shan. In 1756 kwam een klein deel van de adel van de Khalkha-Mongolen in Buiten-Mongolië in opstand tegen de Mantsjoes. Die opstand werd snel neergeslagen. De voltallige adel van de Khalkha's en ook de Jebtsundamba Koetoektoe werd gedwongen opnieuw eden van trouw en loyaliteit aan de keizer af teleggen. Rölpe Dorje nam deze namens de keizer in ontvangst.
Ondanks zijn kosmopolitisme bleef Rölpe Dorje overtuigd van de intellectuele en morele superioriteit van de gelug boven alle andere Tibetaanse tradities. In 1732 waren Changchub Dorje (1703-1732), de twaalfde karmapa en Pälchen Chökyi Döndrub (1695-1732) de achtste shamarpa van de rivaliserende Karma kagyütraditie op uitnodiging van Prins Yuli en enkele andere leden van de keizerlijke familie op weg naar Peking. In de biografie van Rölpe Dorje, geschreven door zijn leerling Thuken Lobzang Chokyi Nyima (1737-1802) laat Rölpe Dorje in een droom deze keizerlijke familieleden als gevolg van hun uitnodiging in de hel wedergeboren worden.
Ook gebeurtenissen in Kham laten deze kant van Rölpe Dorje zien. Dat gebied was voor 2/3 deel in 1724 politiek en administratief onderdeel gemaakt van de Chinese provincie Sichuan. De lama's aan het hof in Peking waren gefrustreerd over de relatief zwakke positie van de gelugtraditie in Kham en dus een daarmee corresponderende zwakke politieke invloed van de gelug daar. Het Chinese gezag was traditioneel zwak in Kham, maar rond 1770 werden de eerste pogingen gedaan dat te verstevigen. Dat had een aantal militaire expedities tot gevolg. Daarbij werden op instigatie van ook Rölpe Dorje een groot aantal kloosters van de Bön en de nyingmatraditie vernietigd dan wel geannexeerd door de gelug.

## Literaire activiteiten
Rölpe Dorje heeft een aanzienlijk literair oeuvre nagelaten. Een zijn werken is De Pracht van de Berg van het Onderricht van de Wijze . Daarin werd de weergave van de Indiase bronnen in de diverse boeddhistische scholen onderzocht. Zijn biograaf Tukwan Lobzang Chokyi Nyima zou later voor een deel steunen op dit werk bij het schrijven van De Kristallen Spiegel van Filosofische Systemen, het meest omvattende overzicht van religieuze en filosofische stromingen in Centraal-Azië, India en China uit de premoderne Tibetaanse literatuur.
Hij was de auteur van  De Driehonderd Iconen, een beschrijving van het boeddhistische pantheon in Mongolië. Er zijn nogal wat bronnen, die melding maken dat Rölpe Dorje ook een begaafd schilder en tekenaar was. Er zijn echter geen tekeningen en schilderijen van hem bewaard gebleven. De bronnen maken ook melding van zijn deskundigheid op het gebied van de iconografie. In het voorwoord van De driehonderd Iconen geeft hij uitgebreide richtlijnen aan tekenaars en schilders ten aanzien van aspecten als juiste wijze van afbeelding van een macht uit het pantheon, maatvoering, formaat, kleurgebruik en de samenhang daar tussen. Er zijn ook teksten van hem over de gewenste inrichting van tempels in Dolon Nor bewaard gebleven.
Even na het midden van de 18e eeuw heeft het rijk van de Qing-dynastie zijn grootste omvang bereikt. Vanaf die periode gaan de keizers in hun religieuze politiek een beleid voeren ten aanzien van het syncretiseren van met name boeddhistische en Chinese godheden.
Guan Yu (overleden 219) was een generaal onder de krijgsheer Liu Bei gedurende de overgangperiode van de Oostelijke Han-dynastie naar de periode van de Drie Koninkrijken. Zijn daden worden beschreven in een roman uit de 14e eeuw, de Roman van de Drie Koninkrijken. Dit is een van de vier klassieke romans van de Chinese literatuur.
Verering van Guan Yu als een oorlogsgod was er al onder eerdere dynastieën dan die van de Qing. De Mantsjoes hadden echter een zeer grote bewondering voor Guan Yu. De eerste vertaling van de Roman van de Drie Koninkrijken in het Mantsjoe kwam al in 1647 uit.
Rölpe Dorje schreef een Gebed voor Guan Yu. In dit werk syncretiseert hij Guan Yu met de boeddhistische godheden Guhyasamaja, Chakrasamvara en Yamantaka. Guan Yu wordt hierin vereerd als de verspreider van het boeddhisme en die zich richt op de pacificatie van allen die in het (Chinese) Rijk leven.
.

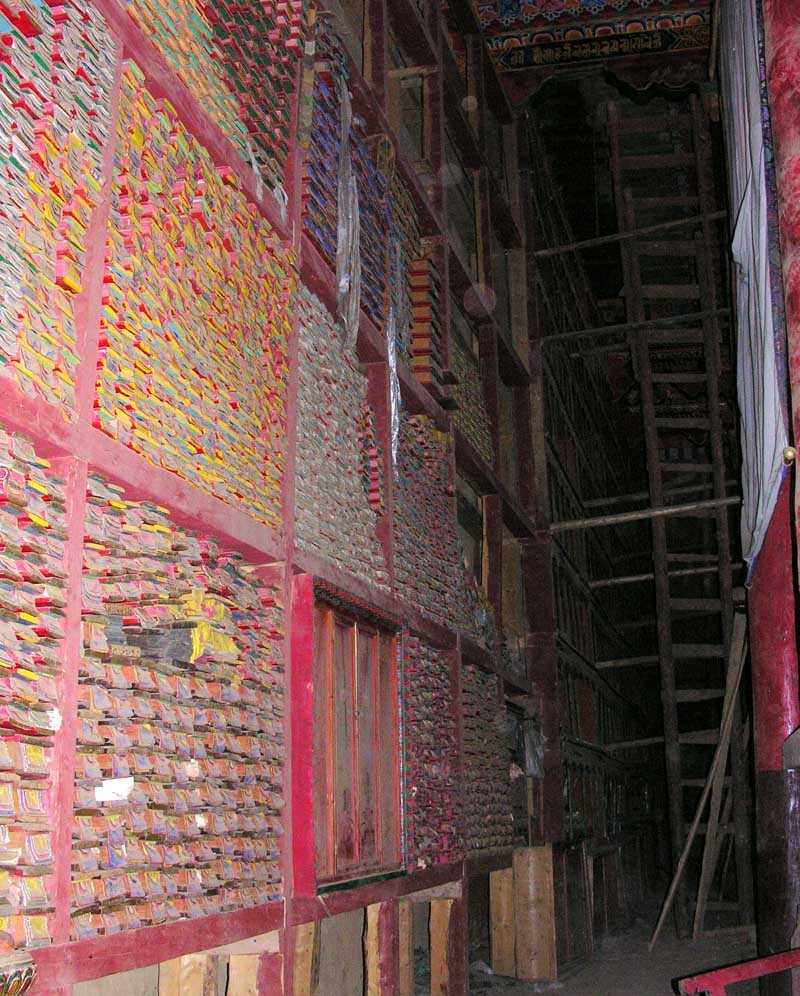
Kangyur rollen

Rölpe Dorje had de supervisie over een aantal grote vertaalprojecten. Hij was verantwoordelijk voor de eerste complete vertaling in het Mongools van de tengyur, de commentaren op de kangyur. Beide boeken vormen tezamen de canon van het Tibetaans boeddhisme. Deze tengyur werd in 1749 voor het eerst in blokdruk uitgegeven. Ten behoeve van de groep vertalers schreef Rölpe Dorje een omvangrijk Tibetaans-Mongools lexicon. Het zijn in wezen twee parallelle woordenlijsten, een in het Tibetaans en een in het Mongools. In zijn introductie van het lexicon geeft Rölpe Dorje een groot aantal richtlijnen voor een correcte vertaling. Bij enige twijfel over de correctheid van een vertaling dient de vertaler eerst zijn collega's te raadplegen. Hij dient ook niet te schromen meer geleerde en geletterde personen om advies te vragen. Hij verklaart eigen interpretaties van vertalers van een boeddhistische tekst tot een vorm van doodzonde. Het resultaat van de vertaling moet een begrijpelijke en toegankelijke tekst zijn.
Gedurende de laatste jaren van zijn leven werd er onder zijn verantwoordelijkheid gewerkt aan de totstandkoming van een vertaling van de kangyur in het Mantsjoe. Dat was feitelijk een vertaling vanuit de Chinese versie van de Tripitaka. De eerste complete blokdruk daarvan verscheen vier jaar na zijn dood.
- Bibliothèque nationale de France: cb12537998n (data)
- Gemeinsame Normdatei: 118602373
- International Standard Name Identifier: 0000 0001 1809 8454
- Library of Congress Control Number: n83131994
- Nationale Bibliotheek van Israël: 987007267142805171
- Nederlandse Thesaurus van Auteursnamen: 109978072
- Système universitaire de documentation: 087290758
- Virtual International Authority File: 39489403
- WorldCat: E39PBJhMmX83J6dvwYBXq47JXd